# ذخیره‌گاه طبیعی ژیگولی
ذخیره‌گاه طبیعی ژیگولی (انگلیسی: Zhiguli Nature Reserve) یک منطقه حفاظت شده طبیعی در استان سامارای کشور روسیه است.